# Уральский финансово-юридический институт
Уральский финансово-юридический институт (УрФЮИ) — частное (негосударственное, коммерческое) высшее учебное заведение, ранее располагавшееся в г. Екатеринбурге.

## История
Основателем и учредителем вуза был бывший телевизионный диктор В.И. Назаров. Сначала вуз располагался в аварийном здании XIX века, расположенном на углу улиц Малышева и Карла Либкнехта, впоследствии для него было построено новое здание по адресу улица Карла Либкнехта, 1. Рособрнадзор приостановил действие лицензии УрФЮИ в мае 2017 года, через два года вуз обанкротился и был закрыт. Выпускники института жалуются во властные инстанции на то, что не могут подтвердить подлинность выданных им дипломов, так как УрФЮИ в свое время не передал данные в Федеральный реестр документов об образовании.

### Приостановление и лишение аккредитации и лицензии
Решением Арбитражного суда г. Москвы по делу от 17.02.2017 г. № А40-237399/16-121-2128 УрФЮИ был лишен государственной аккредитации. Управление Федеральной службы по надзору в сфере образования и науки (Рособрнадзор) направил в этот вуз предписание от 25.03.2016 г. № 07-55-94/13-З и повторно выданное предписание от 27.07.2016 г. № 07-55-267/44-З/ПП, до выполнения которого было приостановлено действие лицензии. Распоряжением Федеральной службы по надзору в сфере образования и науки (Рособрнадзор) от 16 апреля 2018 г. № 616-07 было возобновлено действие лицензии на осуществление образовательной деятельности. Уведомлением от 16 мая 2018 г. Управление Федеральной службы по надзору в сфере образования и науки (Рособрнадзор) сняло с контроля предписание Рособрнадзора от 25.03.2016 г. № 07-55-94/13-З и повторно выданное предписание от 27.07.2016 г. № 07-55-267/44-З/ПП.